# Међувође
Међувође је насељено мјесто у општини Козарска Дубица, Република Српска, БиХ. Налази се у Кнежопољу. Према попису становништва из 2013. у насељу је живјело 319 становника.

## Географија
Село се налази 8 километара јужно од Козарске Дубице, на путу Дубица-Приједор. У близини се налази и манастир Моштаница као и споменик „Патрија“ из Другог свјетског рата, гдје су народ и партизани са Козаре извршили пробијање обруча њемачких, усташких и четничких снага и повукли се према Грмечу.
Село има основну школу „Мајка Кнежопољка“, пошту (поштански број 79247), фризерски салон, пекару и бензинску пумпу. У близини се налази и бања Мљечаница, а село је добило име због свог положаја између ријека Мљечанице и Кошуће.

## Историја

### Други светски рат
Село је постало познато у Другом свјетском рату, када је у Међувођу осниван први партизански аеродром. На његовом мјесту данас стоји спомен плоча са авионом. Са тог аеродрома 21. маја 1942. извршен је први борбени лет партизанске авијације, а тај дан је постао Дан авијације ЈНА. Борбени лет су извршили пилот Фрањо Клуз и стрелац Милутин Јазбец. Након рата споменик авијатичарима открио је 27. јула 1951. Јосип Броз. Сличан споменик партизанској авијацији стоји и у засеоку Уремовци.
29. јула 1941. године у близини куће Драгоја Миљатовића — Шварца, у селу Међувођу, срез Босанска Дубица, одржан је састанак партијског руководства за Босанску Дубицу и чланова среског војног штаба, на који је дошао Ахмет Шеховић — Шехо, да пренесе директиве Ђуре Пуцара Старог, секретара Обласног комитета за Босанску крајину, да се одмах почне са устанком и оружаном борбом. На састанку су били чланови КПЈ и среског војног штаба за Козарску Дубицу: Бошко Шиљеговић, Милош Шиљеговић, Драгоје Миљатовић Шварц и Драгоја Ручнов. Била је предвиђена прва акција, напад на жандармеријску касарну у Кнежици, која је извршена 30. јула 1941. године. Састанак су осигуравали наоружани борци. При крају састанка наишли су жандари и убили војног повјереника Ђурђа Абуразора. Други стражари отворили су ватру на жандармеријску патролу, те је почела потера за њима.
Током Другог светског рата учествовало је 207 бораца од чега их је 150 (72,46%) погинуло.
Међувође је имало и своју цркву, која је срушена од стране комуниста након Другог светског рата, да би била поново подигнута након распада СФРЈ.

### Распад Југославије
За вријеме Одбрамбено-отаџбинског рата Међувође није претрпело већих материјална страдања. Село је било гранатирано од стране регуларне Хрватске војске (HV) током неуспешне офанзиве (Операција Уна) 18. и 19. септембра 1995. године, која је заустављена у Козарској Дубици.

## Демографија
Међувође, заједно са своја 4 засеока, по попису из 1991. има 529 становника, од чега је 510 Срба. Најчешћа презимена су Буразор, Бундало, Латиновић, Миљатовић, Тркуља, Трубарац, Бакић, Ћирић.
| Демографија | Демографија | Демографија |
| Година      | Становника  | Становника  |
| ----------- | ----------- | ----------- |
| 1948.       | 530         |             |
| 1953.       | 669         |             |
| 1961.       | 552         |             |
| 1971.       | 655         |             |
| 1981.       | 577         |             |
| 1991.       | 529         |             |
| 2013.       | 319         |             |

## Знамените личности
- Бошко Шиљеговић, народни херој Југославије
- Мирко Ћирић
- Стојан Грујичић, народни херој Југославије
- Драгоје Миљатовић, народни херој Југославије